# Gynacantha ereagris
Gynacantha ereagris – gatunek ważki z rodziny żagnicowatych (Aeshnidae). Występuje na terenie Karaibów.